# Ohaba Lungă
Ohaba Lungă (in ungherese Hosszúszabadi, in tedesco Ohabalunga) è un comune della Romania di 1188 abitanti, ubicato nel distretto di Timiș, nella regione storica del Banato. 
Il comune è formato dall'unione di 4 villaggi: Dubești, Ierșnic, Ohaba Lungă, Ohaba Română.